# Podstávkový dům (Lipová)
Podstávkový dům čp. 424 v Lipové patří mezi nejstarší dochované stavby svého druhu v severních Čechách. Přesná doba výstavby není známá, v rozmezí let 1723–1727 jej postavil místní stavitel Zacharias Hoffmann (1678–1754). Roku 1958 byl podstávkový dům prohlášen kulturní památkou. V letech 2010–2013 prošel rozsáhlou rekonstrukcí a slouží jako informační centrum, muzeum a také pro společenské účely.

## Historie
Stavba podstávkového domu čp. 424 v Lipové spadá do období let 1723–1727, díky tomu patří mezi nejstarší dochované stavby svého druhu v severních Čechách. Přesný rok výstavby nebylo možné zjistit, uvedené rozmezí je výsledkem dendrochronologické datace a rešerší pozemkových knih. Jedle a smrky, použité ke stavbě domu, byly káceny v rozmezí let 1714–1723. Podstávkový dům postavil místní stavitel Zacharias Hoffmann (1678–1754), pracující převážně pro Salm-Reifferscheidty, majitele panství Lipová. Budova prošla během následujících let množstvím stavebních úprav a po většinu času sloužila k obytným účelům. Protože podstávkový dům stojí v říční nivě, již od počátku jeho stavebně-technický stav negativně ovlivňovala vysoká hladina podzemní vody. Z tohoto důvodu byla kolem roku 1775 vyměněna podstávka, na přelomu století také roubení v přízemí. Zásadní změny přinesla druhá polovina 19. století. Roubení v levé části domu nahradilo cihlové zdivo a střechu nově pokryla břidlice. Z téže doby pocházejí břidlicové obklady štítů. V souvislosti se zřízením hokynářství a později holičství v průběhu první poloviny 20. století přibyly v roubených stěnách přízemí výkladce. Od roku 1958 je podstávkový dům chráněn jako kulturní památka. Stavební úpravy z druhé poloviny 20. století byly nevhodné a povětšinou neodborně provedené. V tomto období byla zanedbána údržba stavby, která postupně chátrala.

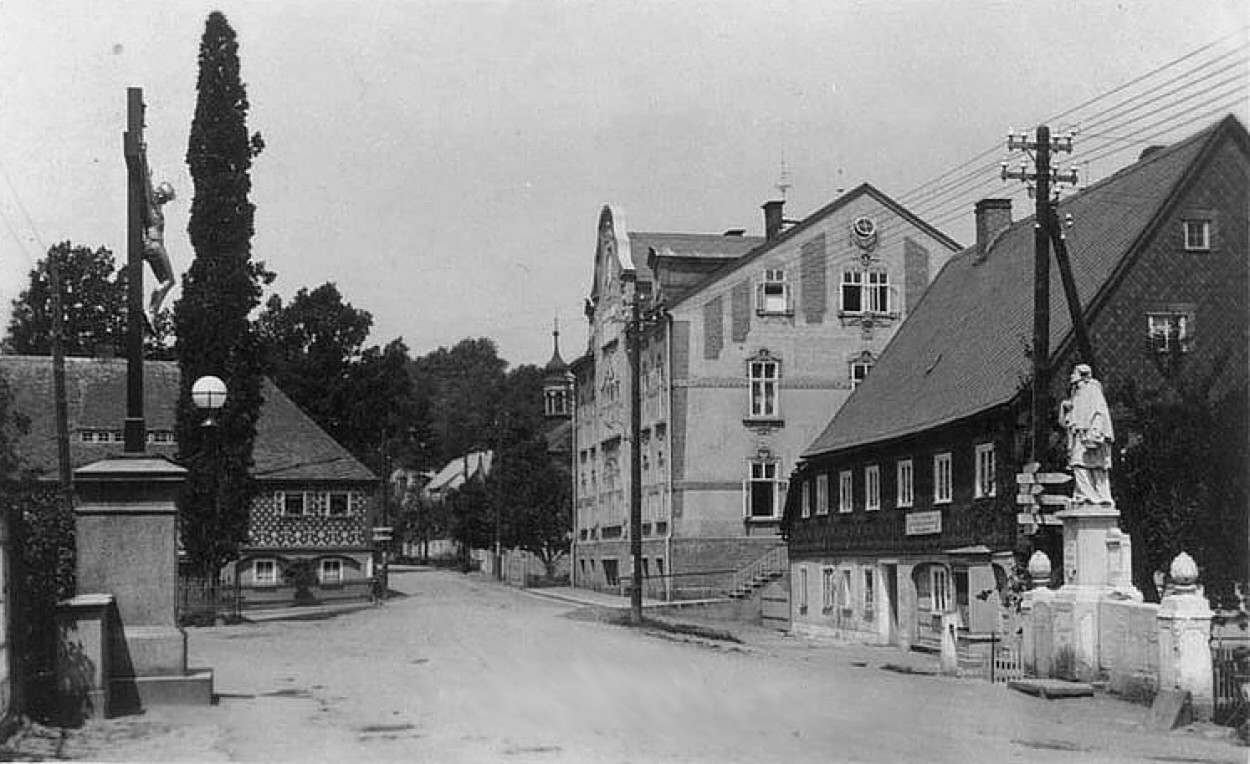
Podstávkový dům ve 20. letech 20. století

V roce 2002 dům zakoupila Společnost pro trvale udržitelný rozvoj Šluknovska s cílem záchrany a opravy objektu. Celkové náklady na rekonstrukci dosáhly v letech 2010–2013 téměř 17 milionů korun, velkou část z nich uhradily dotace z fondů Evropské unie. Těsně před dokončením stavebních prací zasáhla dům v červnu 2013 povodeň. Veřejnosti se podstávkový dům slavnostně otevřel 27. září 2013. Přízemí slouží jako informační centrum a muzeum, prostory v patře a v podkroví slouží ke společenskému setkávání a potřebám místních organizací.

## Popis
Nepodsklepený dvoupatrový podstávkový dům stojí na obdélném půdorysu. Zdi v pravé části přízemí jsou roubené, v levé části je umístěné mladší cihlové zdivo, patro je hrázděné. Dvoupatrová půda byla původně nevyužívaná. Místnost v pravé části přízemí sloužila jako světnice, v první polovině 20. století ji majitelé upravili na prodejnu. Prostory v levé části budovy sloužily původně jako kuchyně, místnosti v patře jako pokoje majitelů. Části stěn v patře zůstaly po poslední rekonstrukci neomítnuté a odhalují tak původní konstrukce. V podkroví je umístěný přednáškový sál. Vnější omítky jsou okrové, nátěry podstávek a dřevěných obkladů šedé a odpovídají tak původním barvám. Hrázděné patro a štíty nesou břidlicové vzory. Vysokou sedlovou střechu pokrýval původně šindel, který nahradila ve druhé polovině 19. století břidlice. Podlouhlý vikýř zvaný „štika“ pochází z roku 2004.